# ريكاردو فرناندس
ريكاردو فرناندس (بالبرتغالية: Ricardo Fernandes‏) هو لاعب كرة الريشة برتغالي، ولد في 12 نوفمبر 1972 في فونشال في البرتغال.

## وصلات خارجية
- ريكاردو فرناندس على موقع BWF.tournamentsoftware.com (الإنجليزية)
- ريكاردو فرناندس على موقع BWFbadminton.com (الإنجليزية)
- ريكاردو فرناندس على موقع اللجنة الأولمبية الدولية (الإنجليزية)
- ريكاردو فرناندس على موقع أوليمبيديا (الإنجليزية)